# 1+1=11
1+1=11 è un singolo della DJ Peggy Gou, pubblicato il 5 aprile 2024 come estratto dall'album in uscita I Hear You.

## Video musicale
In concomitanza con l'uscita del singolo è stato pubblicato anche il video musicale diretto da Ólafur Elíasson. Nel video, realizzato nello studio del regista a Berlino, compare anche lo stesso Elíasson mentre realizza delle installazioni luminose.

## Tracce
1. 1+1=11 – 3:11
2. 1+1=11 (Beatless mix) – 5:11